# Tomàs Villarroya i Sanz
Pour les articles homonymes, voir Villarroya (homonymie).
Tomàs Villarroya i Sanz, né à Valence en 1812 et mort dans la même ville en 1856, est un poète valencien, généralement considéré comme le premier auteur de la Renaixença au Pays valencien,,
Il est en particulier connu pour son poème Cançó, écrit dans un catalan littéraire et savant, équivalent de l'ode La pàtria de Bonaventura Carles Aribau,.